# Grand Prix Nizozemska 1965
Grand Prix Nizozemska 1965 (oficiálně XIV Grote Prijs van Nederland) se jela na okruhu Circuit Zandvoort v Zandvoortu v Nizozemsku dne 18. července 1965. Závod byl šestým v pořadí v sezóně 1965 šampionátu Formule 1.

## Závod
| Poř.   | No. | Jezdec          | Konstruktér    | Počet kol | Čas/Odstoupení | Pořadí na startu | Body |
| ------ | --- | --------------- | -------------- | --------- | -------------- | ---------------- | ---- |
| 1      | 6   | Jim Clark       | Lotus-Climax   | 80        | 2:03:59.1      | 2                | 9    |
| 2      | 12  | Jackie Stewart  | BRM            | 80        | +8.0           | 6                | 6    |
| 3      | 16  | Dan Gurney      | Brabham-Climax | 80        | +13.0          | 5                | 4    |
| 4      | 10  | Graham Hill     | BRM            | 80        | +45.1          | 1                | 3    |
| 5      | 14  | Denny Hulme     | Brabham-Climax | 79        | +1 kolo        | 7                | 2    |
| 6      | 22  | Richie Ginther  | Honda          | 79        | +1 kolo        | 3                | 1    |
| 7      | 2   | John Surtees    | Ferrari        | 79        | +1 kolo        | 4                |      |
| 8      | 8   | Mike Spence     | Lotus-Climax   | 79        | +1 kolo        | 8                |      |
| 9      | 4   | Lorenzo Bandini | Ferrari        | 79        | +1 kolo        | 12               |      |
| 10     | 38  | Innes Ireland   | Lotus-BRM      | 78        | +2 kola        | 13               |      |
| 11     | 30  | Frank Gardner   | Brabham-BRM    | 77        | +3 kola        | 11               |      |
| 12     | 34  | Richard Attwood | Lotus-BRM      | 77        | +3 kola        | 17               |      |
| 13     | 28  | Jo Siffert      | Brabham-BRM    | 55        | +25 kol        | 10               |      |
| Ret    | 20  | Jochen Rindt    | Cooper-Climax  | 48        | Tlak oleje     | 14               |      |
| Ret    | 18  | Bruce McLaren   | Cooper-Climax  | 36        | Diferenciál    | 9                |      |
| Ret    | 26  | Jo Bonnier      | Brabham-Climax | 16        | Únik oleje     | 15               |      |
| Ret    | 36  | Bob Anderson    | Brabham-Climax | 11        | Motor          | 16               |      |
| Zdroj: |     |                 |                |           |                |                  |      |

## Průběžné pořadí po závodě
Pohár jezdců
|        | Pořadí | Jezdec         | Body |
| ------ | ------ | -------------- | ---- |
|        | 1      | Jim Clark      | 45   |
|        | 2      | Graham Hill    | 26   |
|        | 3      | Jackie Stewart | 25   |
|        | 4      | John Surtees   | 17   |
|        | 5      | Bruce McLaren  | 8    |
| Zdroj: |        |                |      |

Pohár konstruktérů
|        | Pořadí | Konstruktér    | Body |
| ------ | ------ | -------------- | ---- |
|        | 1      | Lotus-Climax   | 45   |
|        | 2      | BRM            | 37   |
|        | 3      | Ferrari        | 20   |
| 1      | 4      | Brabham-Climax | 11   |
| 1      | 5      | Cooper-Climax  | 8    |
| Zdroj: |        |                |      |